# ハミルトン郡 (ネブラスカ州)
座標: 北緯40度53分 西経98度01分 / 北緯40.88度 西経98.02度
ハミルトン郡（英: Hamilton County）は、アメリカ合衆国のネブラスカ州にある郡。2000年時点の人口は9,403人で、郡庁所在地はオーロラ (Aurora)。
ネブラスカ州のナンバープレートで、ハミルトン郡の車両は最初の数字が28になっている。これは1922年にナンバープレートの制度を確立した際、ハミルトン郡の車両登録台数が州内の郡のなかで28番目に多かったからである。

## 歴史
ハミルトン郡は1867年に組織され、初代アメリカ合衆国財務長官のアレクサンダー・ハミルトンにちなんで名付けられた。

## 地理
アメリカ合衆国国勢調査局によると、この郡は総面積1,416 km2 (547 mi2) である。このうち1,408 km2 (544 mi2)が陸地で、8 km2 (3 mi2) が川や湖などの水地域である。総面積のうちの0.57%が水地域となっている。

### 隣接する郡
- メリック郡（北）
- ポーク郡（北東）
- ヨーク郡（東）
- クレイ郡（南）
- ホール郡（西）

## 人口動静

2000年国勢調査時の郡の人口ピラミッド

2000年の国勢調査によると、ハミルトン郡には9,403人、3,503世帯、及び2,676家族が暮らしている。人口密度は7/km2 (17/mi2) で、3/km2 (7/mi2) の平均的な密度に3,850軒の住居が建っている。この郡の人種の構成は白人98.43%、黒人（アフリカ系アメリカ人）0.18%、先住民0.12%、アジア系0.22%、太平洋諸島系はおらず、その他の人種0.49%、及び混血0.56%で、1.14%の人々がヒスパニックまたはラテン系である。
ハミルトン郡に住む3,503世帯のうち、37.30%は18歳未満の子どもと暮らしており、67.40%は夫婦で生活している。5.90%は未婚の女性が世帯主であり、23.60%は家族以外の住人と同居している。21.10%は独居で、全世帯の10.10%は65歳以上の独居老人世帯である。1世帯あたりの平均人数は2.64人であり、家庭の場合は3.07人である。
郡の住民は29.10%が18歳未満の子どもで、18歳以上24歳以下が5.90%、25歳以上44歳以下が26.50%、45歳以上64歳以下が23.20%、および65歳以上が15.30%となっている。平均年齢は38歳である。女性100人に対して男性は99.40人いて、18歳以上の女性100人に対しては男性は96.10人いる。
郡の世帯ごとの平均収入は40,277米ドルで、家族ごとでは45,659米ドルである。男性の29,238米ドルに対して女性は20,308米ドルの平均的な収入がある。この郡の一人当たりの収入 (per capita income) は17,590米ドルである。総人口の7.50%、家族の5.90%は貧困線以下である。18歳未満の子どもの9.80%及び65歳以上の5.40%は貧困線以下の生活を送っている。

## 都市および村
- オーロラ (en:Aurora, Nebraska)
- ギルトナー (en:Giltner, Nebraska)
- ハンプトン (en:Hampton, Nebraska)
- ホードヴィル (en:Hordville, Nebraska)
- マーケット (en:Marquette, Nebraska)
- フィリップス (en:Phillips, Nebraska)
- ストッカム (en:Stockham, Nebraska)